# Hekou
Hekou (en chino, 河口; pinyin, Hékǒu, léase Je-Kóu) es un condado autónomo, bajo la administración directa de la prefectura autónoma de Honghe en la provincia de Yunnan, República Popular China.  Situada en la orilla norte del río rojo en la frontera con Vietnam en un corredor bordeado por montañas que van de oeste a este y superan los 2000 m s. n. m. Su área es de 1332 km² y su población total es de 104 609 habitantes.

## Toponimia
El nombre Hekou está formado por los sinogramas He (河 'río') y Kou (口 'boca/entrada'). Lleva este nombre al estar ubicada en la intersección del  río Rojo con su afluente el río Nanxi.
Como las otras regiones autónomas, se caracteriza por estar asociada a un grupo étnico minoritario, en este caso, los Yao. La región recibió la condición de "autónomo" cuando se estableció el Condado autónomo yao de Hekou en 1958.

## Administración
El condado autónomo se divide en 4 pueblos que se administran en 1 poblado, 2 villas y 1 villa étnica:
- Poblado Hekou (河口镇)
- Villa Laofan (老范乡)
- Villa Yaoshan (瑶山乡)
- Villa étnica miao y zhuang de Qiaotou (桥头苗族壮族乡)